# Boneshaker
Boneshaker è il quinto album in studio del gruppo hard rock australiano degli Airbourne, pubblicato il 25 ottobre 2019 e prodotto dal sei volte vincitore dei Grammy Awards Dave Cobb. È il primo disco con Matthew "Harri" Harrison alla chitarra ritmica, che aveva sostituito David Roads nel 2017.

## Tracce
1. Boneshaker – 3:30
2. Burnout the Nitro – 3:31
3. This Is Our City – 3:05
4. Sex to Go – 2:34
5. Backseat Boogie – 3:23
6. Blood in the Water – 2:23
7. She Gives Me Hell – 2:47
8. Switchblade Angel – 2:06
9. Weapon of War – 4:37
10. Rock 'n' Roll for Life – 2:40